# Vjačeslav Vsevolodovič Ivanov
Vjačeslav Vsevolodovič Ivanov (rusky Вячесла́в Все́володович Ива́нов; 21. srpna 1929, Moskva – 7. října 2017) byl významný ruský filolog a indoevropeista, známý zejména svou glottalickou teorií indoevropských souhlásek a umístěním indoevropské pravlasti do oblasti Arménské vysočiny a Urmijského jezera.

## Mládí
Vjačeslavovým otcem byl Vsevolod Ivanov, jeden z nejvýznamnějších sovětských spisovatelů, jeho matka byla herečka pracující v divadle Vsevoloda Mejercholda. Jeho dětství byla poznamenáno nemocí a válkou, kterou strávil evakuován v Taškentu. Vystudoval Moskevskou univerzitu (1955) a pracoval na ní do roku 1958, kdy byl pro své sympatie s Borisem Pasternakem a Romanem Jakobsonem, vyhozen. V této době významně přispěl k indoevropským studiím a stal se jednou z hlavních autorit v oboru chetitštiny. Po propuštění z univerzity pracoval v Institutu přesné mechaniky a výpočetní techniky a předsedal lingvistické sekci vědecké rady pro kybernetiku Akademie věd, od roku 1961 pracoval v Institutu slavistiky Akademie věd.

## Kariéra
Během raných 60. let se Ivanov stal jedním z prvních sovětských badatelů s vážným zájmem o vývoj sémiotiky. S Vladímírem Toporovem pracoval na několika lingvistických monografiích, zahrnujících přehled sanskrtu. V roce 1962 se připojil k Toporovovi a Jurijovi Lotmanovi v založení tartusko-moskevské sémiotické školy.
V 80. letech pracoval s Tamazem Gamkrelidze na nové teorii indoevropských migrací, kterou vyložil v díle Indoevropský jazyk a Indoevropané: Rekonstrukce a historicko-typologická analýza prajazyka a protokultury (Индоевропейский язык и индоевропейцы: Реконструкция и историко-типологический анализ праязыка и протокультуры.) z roku 1985. V letech 1989 až 1993 vedl Všesvazovou státní knihovnu zahraniční literatury, byl i členem Nejvyššího sovětu Ruské sovětské federativní socialistické republiky. Zároveň roku 1992 založil a poté vedl Institut světové kultury. Od pozdních 90. let se pohyboval mezi Moskvou, kde vyučoval na Ruské státní humanitní univerzitě a od roku 2003 řídil Ruskou antropologickou školu, a Los Angeles, kde vedl kurzy na Kalifornské univerzitě. Byl také profesorem na Stanfordově a Yaleově univerzitě. Od roku 2000 byl řádným členem Ruské akademie věd.

## Dílo
- Труды по этимологии индоевропейских и древнепереднеазиатских языков. Т. 1. Индоевропейские корни в хеттском языке. М.: ЯСК-Знак, 2007. 562 s. (rusky) Kandidátská práce z roku 1955, publikována roku 2007.
- ИВАНОВ, Вяч. Вс.; ТОПОРОВ, В. Н. Санскрит. М.: ИВЛ, 1960. 134 s. (Языки зарубежного Востока и Африки). (rusky) 1968 překlad do angličtiny.
- Хеттский язык. (Серия «Языки зарубежного Востока и Африки») М.: ИВЛ. 1963. 222 стр. 2100 экз.; 2-е изд., доп. М.: УРСС. 2001.
- Общеиндоевропейская, праславянская и анатолийская языковые системы: сравнительно-типологические очерки. М.: Наука. 1965. 298 стр. 2000 экз.
- Иванов Вяч. Вс., Топоров В. Н. Славянские языковые моделирующие семиотические системы: (Древний период). М.: Наука. 1965. 246 стр. 2400 экз.
- Иванов Вяч. Вс., Топоров В. Н. Исследования в области славянских древностей: (Лексические и фразеологические вопросы реконструкции текстов). М., Наука. 1974. 342 стр. 2600 экз.
- Чёт и нечет: асимметрия мозга и знаковых систем. М.: Советское радио. 1978. 185 стр. 40000 экз. (Кибернетика) (нем. пер. 1983, рум. пер. 1986; латыш. перераб. изд. Рига: Зинатне, 1990)
- Славянский, балтийский и раннебалканский глагол: индоевропейские истоки. М.: Наука. 1981. 271 стр. 2150 экз.
- История славянских и балканских названий металлов. М.: Наука. 1983. 197 стр. 2100 экз.
- Иванов Вяч. Вс., Гамкрелидзе Т. В. Индоевропейский язык и индоевропейцы: Реконструкция и историко-типологический анализ праязыка и протокультуры. В 2 тт. — Тбилиси: Изд-во Тбилисского ун-та, 1984. — xcvi + 1328 с. = Благовещенск, 1998. (engl. trans.: Indo-European and the Indo-Europeans: A reconstruction and historical analysis of a proto-language and a proto-culture. by J. Nichols. Berlin; New-York. 1995).
- The Russian orthodox church of Alaska and the Aleutian Islands and its relation to native American traditions — an attempt at a multicultural society, 1794—1912. Washington: Libr. of Congr., 1997
- Лингвистика третьего тысячелетия. М.: ЯСК. 2004. 177 стр.
- Наука о человеке: введение в современную антропологию. М.: РГГУ. 2004. 194 стр.
- Дуальные структуры в антропологии: курс лекций. (Серия «Библиотека РАШ». Вып.2) М., РГГУ. 2008. 329 стр.
- От буквы и слога к иероглифу: системы письма в пространстве и времени. — М.: Языки славянской культуры, 2013. — 272 с. — (Разумное поведение и язык. Language and Reasoning). — 1000 экз. — ISBN 978-5-9551-0652-6.